# Acalypta carinata
Acalypta carinata är en insektsart som först beskrevs av Georg Wolfgang Franz Panzer 1806.  Acalypta carinata ingår i släktet Acalypta och familjen nätskinnbaggar. Arten är reproducerande i Sverige. Inga underarter finns listade i Catalogue of Life.